# Hranice na Moravě
Hranice na Moravě – stacja kolejowa w Hranicach, w kraju ołomunieckim, w Czechach przy ulicy Nádražní 498. Znajduje się na wysokości 280 m n.p.m. i leży na linii kolejowej nr 270 oraz 280.